# The Same Sky
The Same Sky (Der gleiche Himmel) est une mini-série allemande en trois parties de 92 minutes, écrite par Paula Milne, réalisée par Oliver Hirschbiegel, produite par UFA Fiction en co-production avec Beta Film, diffusée du 27 au 30 mars 2017 sur la ZDF.
En France, elle a été mise en ligne le 17 mars 2017 sur SFR Play et diffusée sur France 3 du 21 février au 7 mars 2021 sous le nom « Opération Roméo », avec un découpage en 6 épisodes au lieu de 3; en Suisse, sur la RTS Un. Elle reste inédite dans les autres pays francophones.

## Synopsis
La série se déroule durant la guerre froide en Allemagne et dépeint le destin de deux familles de chaque côté du Mur de Berlin,.
L'histoire tourne autour de la relation entre un agent « Roméo » est-allemand — un espion qui utilise la séduction comme moyen de dénicher des secrets — et sa cible féminine dans l'Ouest.  

## Distribution
- Tom Schilling : Lars Weber
- Sofia Helin : Lauren Faber
- Friederike Becht : Sabine Cutter
- Ben Becker : Ralf Müller
- Jörg Schüttauf : Gregor Weber
- Hannes Wegener (de) : Axel Lang
- Stephanie Amarell (de) : Klara Weber
- Godehard Giese (de) : Conrad Weber
- Anja Kling : Gita Weber
- Claudia Michelsen : Dagmar Cutter
- Daniel Zillmann (de) : Tobias Preuss
- Steven Brand : Howard Cutter

## Épisodes

### la version allemande[6]
- Partie 1
- Partie 2
- Partie 3

### la version française[7]
1. Contact visuel
2. Approches
3. En immersion
4. L'instant décisif
5. Match historique
6. Le champ du doute